# 野中みかん
野中 みかん（のなか みかん）は日本の女性声優。主にアダルトゲームに声をあてている。
別名義に「尾野山みか」がある。

## 出演作品
太字は主役・メインキャラクター

### ゲーム

#### 2009年
- 極悪勇者鬼畜旅2（リラ[2]）

#### 2011年
- うたのおかあさんといっしょ（中田 美穂[3]）
- おとラブ 〜女装美少年限定!〜（上林 晶）
- 彼女のベッドの下の盗聴器（藤間 恭子[4]）
- 絶対中出し☆孕ませ学園（神武寺 えれん、鶴見 絵梨奈）
- 忍者学園 -迷宮学園III-
- 孕ませ学園ロワイヤル 〜処女たちの精子争奪戦〜（烏丸 綾、九十九 茉莉花、一ノ瀬 穂波）

#### 2012年
- 悪戯な花嫁（若菜）
- 営業二課長黄泉川凛奈(28)は淫乱処女で独身熟女（黄泉川 凛奈）
- おとこの娘だってデキるもん! 〜ワンダフル孕ませライフ〜（倉賀野 愛姫[5]）
- 【カラホワ】COLOR OF WHITE
- 帝国封印学舎 -迷宮学園IV-
- FaintTone（紗亘 美琴[6]）
- Re;world episode1（青葉 未来[7]）
- Re;world episode2（青葉 未来[8]、カイル[9]）

#### 2013年
- まにょっこ☆まこりん 〜僕も魔法少女!?〜（桜井 眞琴[10]）
- おとメイド＠cafe（冴凪 司[11]）

#### 2014年
- ラブえっちデッサン　～Hな魅力を描くために！おまかせポーズモデル～（レイ／白縁 美麗[12]）
- あにラブ～女装美少年革命！～（西九条 遥[13]）
- オナフォ ～矯正操作で雌に変えてしまうアプリ～（柏崎 瑠璃[14]）
- 逢魔ノ喰 ～聖に仕えし闇の偶像～（壬生 葉月）
- おとこみこ～魔を鎮めるは麗しき男娘～（緋之 明日香[15]）

#### 2015年
- KISS×1000 昔、KISS部というサークルがありました（夢宮 留萌）

#### 2016年
- 世界一ヤリたい授業～林先生のロリビッチな反転世界～（椎名 夏涼）
- あかねとなずなの、らぶらぶ百合性活 (遠藤 茜)
- 妹がエロゲー声優だったんだが（浅見 七海）

#### 2017年
- アッパレーション （ ハルカ [16]）
- 歪んだ嘘の恋とレッテル （ 黒瀬 有紀[17]）
- 僕らの世界に祝福を（ハナ）

#### 2019年
- NinNinDays （すみれ）
- 神聖昂燐アルカナルージュ ～白濁と触手に穢されし魔法少女たち～ （氷上 葵）

#### 2020年
- QUALIA ～約束の軌跡～ （プロト）

#### 2021年
- 神聖昂燐ダクリュオン ～正しい天使の育てかた～ （グノー）

#### 2022年
- COSPLAY LOVE! Enchanted princess（御月 千代）
- NinNinDays2（すみれ）
- COSPLAY LOVE! Enchanted princess（御月 千代）
- 女騎士セレスティーヌ ～婚約者がいるのに敵に処女を奪われてしまいました～ （セレスティーヌ・ダルトワ）

### コンシューマーゲーム
- NinNinDays2（すみれ）
- COSPLAY LOVE! Enchanted princess（御月 千代）

### ソーシャルゲーム
- Lord of Walkure（ナヴィ、焔、フレア）[18]
- アイドルうぉーず ～100人のディーバと夢見がちな僕～（神楽坂 ゆりな、鳩山 ひなの、倉本 麻奈）
- X-Overd（ティリル、レイティア）[18]
- 蒼の彼方のフォーリズム‐ETERNAL SKY-（不知火 乃々、有栖 真衣）
- Fairy Fantasia
- 大冒険！ゆけゆけ☆おさわりアイランド（呉内 弥織、遠藤 奏、趙権 ひばり、雪舟 鹿乃、柳姫 瑞奈、樅木 ちえ）
- 超大冒険！ゆけゆけ☆おさわりアイランド
- 戦乱プリンセスＧ（紫の君、源 頼光、妙印尼、勝 海舟）
- 電脳天使ジブリール（モナデル）
- アイオライトリンク（リズ、ハヤテ）
- アナザーヒロイン～ヒロインデイズ～（水無月 千鶴）

### OVA

#### 2014年
- 第2回東方M-1ぐらんぷりR（紅美鈴）※同人アニメ
- 第9回東方M-1ぐらんぷり（ミスティア・ローレライ）※同人アニメ

#### 2016年
- 第11回東方M-1ぐらんぷり（純狐）※同人アニメ

#### 2017年
- 第12回東方M-1ぐらんぷり（ミスティア・ローレライ）※同人アニメ

#### 2018年
- 第13回東方M-1ぐらんぷり（ミスティア・ローレライ、純狐）※同人アニメ

#### 2019年
- 東方M-1ぐらんぷりEX2 守矢神社漫才夏祭り！（紅美鈴）※同人アニメ

### 歌
- 「全力疾走Navigator」-『Lord of Walkure』キャラクターソング[全力疾走ナヴィ ＆ 悩殺★影乃騎士（野中みかん、小倉結衣）]